# 比奇格羅夫 (印地安納州摩根縣)
比奇格羅夫（英語：Beech Grove）是位於美國印地安納州摩根縣的一個非建制地區。該地的面積和人口皆未知。